# Webmin
Webmin — це програмний комплекс, що дозволяє адмініструвати операційну систему через вебінтерфейс, в більшості випадків, дозволяючи обійтися без використання консолі і запам'ятовування системних команд. Використовуючи будь-який браузер, адміністратор сервера може створювати нові облікові записи користувачів, поштові скриньки, змінювати налаштування служб і сервісів, наприклад: вебсервера Apache, DNS-сервера BIND, MySQL, PostgreSQL, FTP-сервера ProFTPd, Mail-сервера Postfix, SSH… Проте, у деяких випадках необхідно знання операційної системи і редагування конфігураційних файлів вручну. Крім того, не всі програми можна конфігурувати через інтерфейс Webmin.
Webmin складається з простого вебсервера і великої кількості скриптів, які власне і здійснюють зв'язок між командами адміністратора через вебінтерфейс і їх виконанням на рівні операційної системи та прикладних програм. Webmin написаний повністю на мові Perl і не використовує ніяких додаткових нестандартних модулів.Також за допомогою Webmin можна виправляти конфігураційні файли вручну.
Дана панель керування безкоштовно розповсюджується для комерційного і некомерційного використання. Автори цієї програми дозволяють всім охочим не тільки безкоштовно використовувати програму, а й змінювати її на свій розсуд.
Працювати з Webmin досить просто — потрібно запустити браузер, набирати http://ip-адреса:10000/ (за замовчуванням) і Ви потрапите на сторінку адміністрування.

### Вільні
Ajenti, Cube Panel Light, ExtSQL, HyperVM, ISPConfig, Syscp, Virtualmin, VishwaKarma, WEB-CP

### Пропрієтарні
Confixx, cPanel, DirectAdmin, ISPmanager, Plesk, Virtualmin Professional